# バンリュー

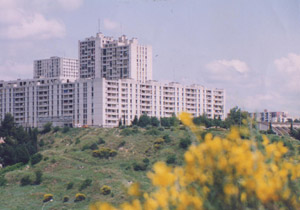
ニーム郊外の巨大団地

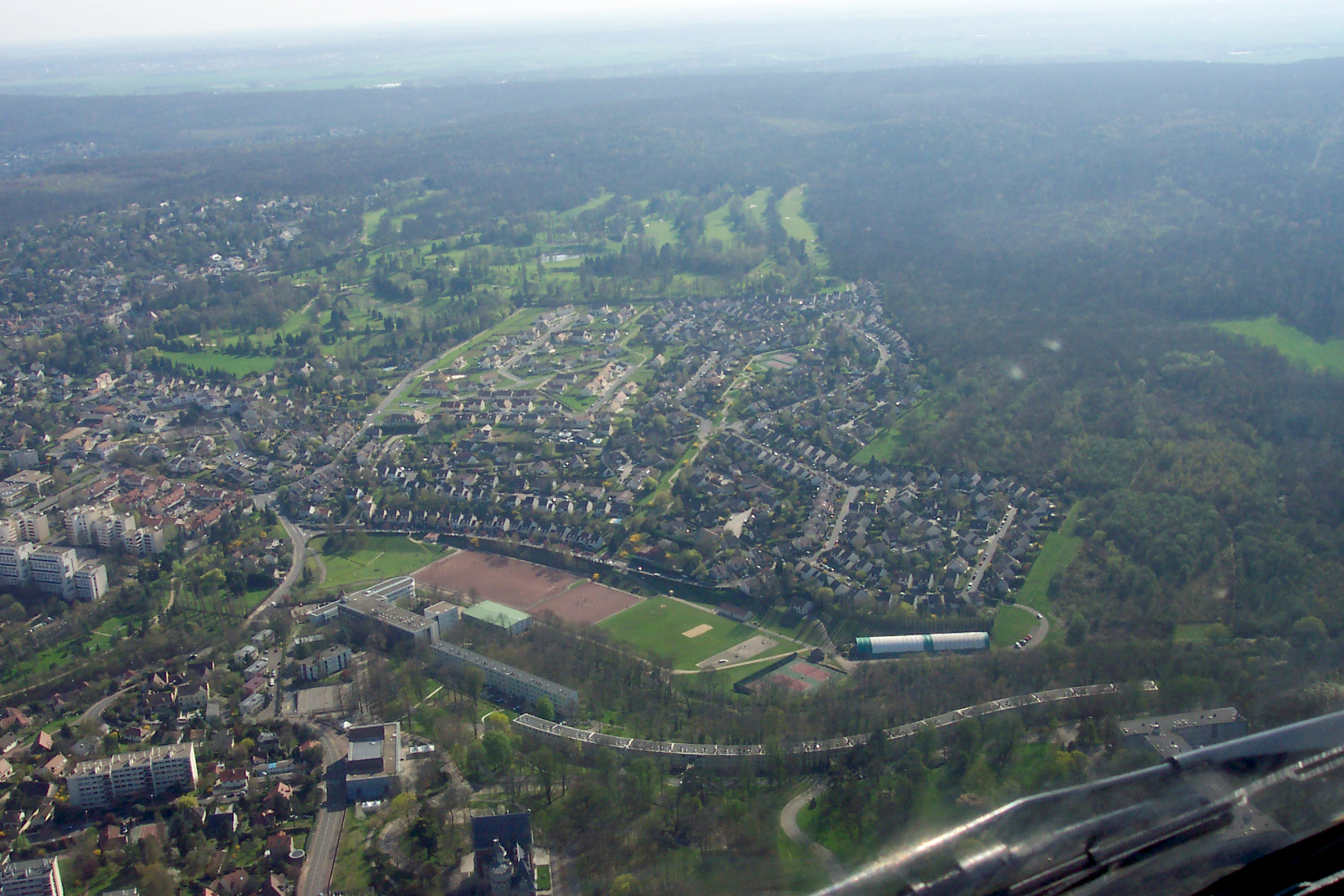
ヴェルサイユ近郊に広がる郊外住宅地。「豊かなバンリュー」も存在する

バンリュー（Banlieue）は、フランス語で「郊外」という意味である。フランスで「郊外（バンリュー）」が問題になる場合は、パリなど大都市郊外の、移民が多い貧しい公営住宅地帯を指す場合が多い。
フランスでは英米と違い、ジョルジュ・オスマン男爵による19世紀のパリ大改造の影響もあって、通常、大都市の都心部やかつての城壁の中に当たる街区が最もグレードの高い住宅地で、郊外はどちらかといえば家賃の低い区域である。郊外には高級住宅地もあれば貧しい地域もあるが、パリ西部のイヴリーヌ県のヴェルサイユ、ル・ヴェジネ（Le Vésinet）、サン＝ジェルマン＝アン＝レー（Saint-Germain- en-Laye）、オー＝ド＝セーヌ県のヌイイ＝シュル＝セーヌ（Neuilly-sur-Seine）などは裕福な郊外で、一方、北東部のセーヌ＝サン＝ドニ県、とりわけクリシー＝ス＝ボワ（Clichy-sous-Bois）は貧困な郊外であるとされている。

## パリのバンリュー

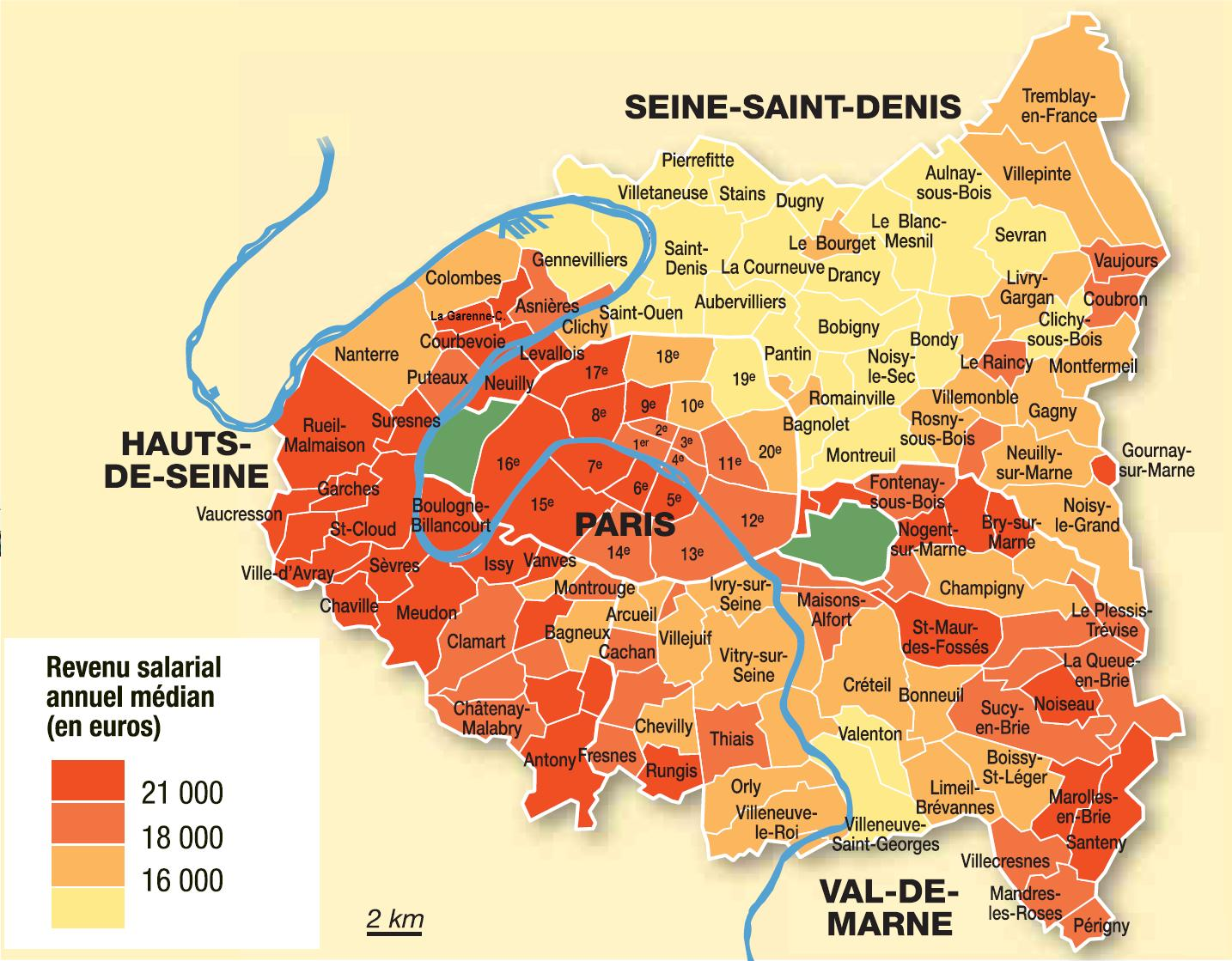
パリ及びその郊外コミューン住民の平均年収を色分けした地図。色が濃い場所ほど高所得者が暮らす。西部が高所得者層であるのと対照的に、北東部は低所得者層が多い

パリのバンリューはいくつかのエリアに分けられる。北東部は、都市が集中した古くからの工業地帯で労働者が多く暮らす。セーヌ＝サン＝ドニ県、ヴァル＝ド＝マルヌ県がこれにあたる。西部は全般的に人口が少なく、ビジネス・センターであるラ・デファンスも含まれる。南東部は住民層が均質でない。パリに近い多くのコミューンは、『騒ぎが起きやすい』バンリューだとみなされている（バニュー、マラコフ、カシャン、フレンヌ、マシーなど）。その中に、評判がまだ良い住宅地であるコミューンが散在している（ヴェリエール＝ル＝ビュイッソン、シャトネ＝マラブリー、アントニー、フォントネー＝オー＝ローズ、ソーなど）。
さらに遠く離れたパリ南部のバンリューは2つのエリアに分けられる。一方がセーヌ川に面した、労働人口が集まった場所で、イヴリーヌ県の都市（シャントルー＝レ＝ヴィーニュ、サルトルーヴィル、レ・ミュロー、マント＝ラ＝ジョリー、ポワシー、アシェール、リメー、トラップ、オーベルジャンヴィルなど）やエソンヌ県の都市（エヴリー、クールクーロンヌ、グリニー、コルベイユ＝エソンヌ、フルーリ＝メロジスなど）がこれにあたる。一方で、高所得者が集まるバンリューもある（ビエーヴル川谷やシュヴルーズ）。

## 「移民の多い公営住宅地帯」

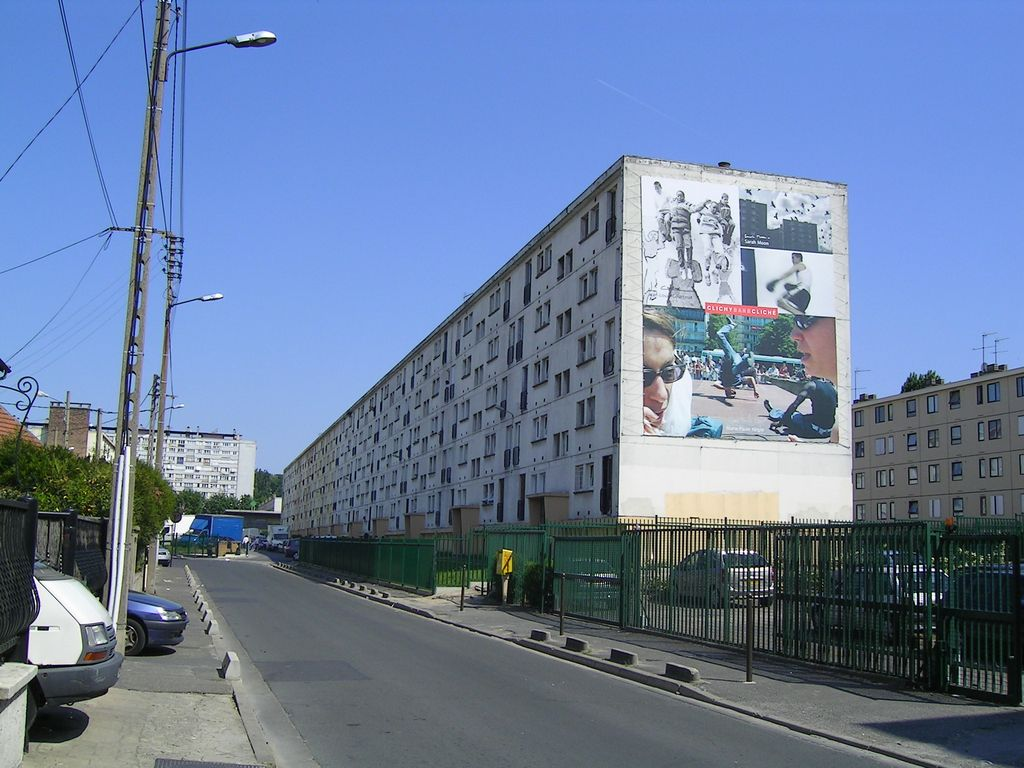
クリシー＝ス＝ボワ

1970年代から1980年代ごろから、「バンリュー（郊外）」という言葉は、パリなどの大都市のはずれにある、旧植民地からの移民（アルジェリアやモロッコからのアラブ人、サハラ以南からの黒人）が主に住む低所得世帯用公営住宅団地を婉曲に指して使うことが多くなった。こうしたフランス語の用法はフランスに限られ、カナダのケベック州やアフリカのフランス語圏では使われない。
フランスは第二次世界大戦からの復興過程で多くの移民を旧植民地から受け入れ、初めのうちはビドンヴィル（掘立て小屋のバラック集落）に住まわせていたが、1960年代以降、パリ東部をはじめ全国の大都市のバンリューに、移民労働者に安価な住宅を大量に提供するために団地群が建設された。しかしこれらの団地は仮住まい用の簡素なつくりで、一時滞在用なので交通の便利性は考慮されず、都心部からは隔離されたような位置にあった。
石油ショックによって移民を必要とした好景気は終わり、1980年代以降、フランスの若い世代全体に新規の求職がない状態が続いた。とりわけ人種の違う移民2、3世の若者は職を得ることが困難で失業率が増加した。非行化が進む移民2、3世の少年達によって軽犯罪が増加した結果、バンリューの団地はフランス社会から貧困で危険な地域だと見られるようになった。またバンリューの少年達は各地で増加する軽犯罪や落書き、野蛮な振る舞いの主要因とみなされるようになった。こうした犯罪増加と移民への危険視をうけて、ジャン＝マリー・ル・ペン率いる極右政党「国民戦線」は、法律や刑罰の厳格な執行や、移民の制限という綱領をかかげ、1990年代初頭にかけて躍進した。1990年代からバンリュー問題は社会問題となり、特にバンリューの若者の荒廃したありようを描いた映画『憎しみ』（1995年）はフランス社会に衝撃を与えた。
2005年10月27日には、パリの北東部のバンリュー、クリシー＝ス＝ボワで、同地の変電所で警官から隠れようとした二人のティーンエイジャーが感電死したことをきっかけに、数百人の青少年と官憲による大規模な衝突や暴動が発生した。これを発端とする2005年パリ郊外暴動事件は、11月以降フランス全土に広がって政府を危機に陥れた。

## 「赤いバンリュー」
『Banlieues rouges』（赤いバンリュー、赤い郊外）とは、伝統的にフランス共産党が強く、市長職やその他選挙で選ばれる役職を独占するパリの郊外のことである。「Ceinture Rouge」（赤いベルト）ともいう。最初の兆しは、1930年ころから見られた。パリ南東のイヴリー＝シュル＝セーヌや南西のシャティヨン（Châtillon）などが共産党の牙城として知られている。こうした地域では『ユーリイ・ガガーリン通り』など、いくつかの通りが共産圏の人物にちなんで名づけられている事がある。

## フランス文化・スポーツにおけるバンリュー
バンリューは多くのミュージシャンやスポーツ選手などの生まれ故郷でもある。1998年のFIFAワールドカップで活躍し優勝したフランス代表チームは、マルセイユのバンリュー（ラ・カステラン地区の団地）出身のジネディーヌ・ジダンをはじめ、パリのバンリュー出身のティエリ・アンリ、ニコラ・アネルカ、ナント出身の主将マルセル・デサイーなど多民族からなり、「フランスの多民族の共存の象徴」と賞賛された。
近年のフランス映画では、荒廃したバンリューを舞台にした社会派映画・アクション映画なども多い。
- 『かごの中の子供たち』（De Bruit et de Fureur、監督・脚本：ジャン＝クロード・ブリソー、主演：ヴァンサン・ガスプリッシュ、1988年、第41回カンヌ国際映画祭 特別ユース賞）
- 『憎しみ』（La Haine、監督・脚本：マチュー・カソヴィッツ、主演：ヴァンサン・カッセル、1995年、セザール賞 作品賞）
- 『アルティメット』（BANLIEUE 13、監督：ピエール・モレル、脚本・製作：リュック・ベッソン、2004年、『バンリュー13』の題で映画祭にて上映）
  - 『アルティメット2 マッスル・ネバー・ダイ』（Banlieue 13 - Ultimatum、監督：パトリック・アレサンドラン、脚本・製作：リュック・ベッソン、2009年、『アルティメット』の続編）
- 『身をかわして』（L' Esquive、監督：アブデラティフ・ケシシュ、2004年、セザール賞 作品賞）
- 『ディーパンの闘い』（Dheepan、監督：ジャック・オーディアール、2015年、第68回カンヌ国際映画祭 パルム・ドール）
- 『レ・ミゼラブル』（Les Misérables、監督：ラジ・リ、2019年、第72回カンヌ国際映画祭 審査員賞）
- 『GAGARINE/ガガーリン』（Gagarine、監督：ファニー・リアタール&ジェレミー・トルイユ、2020年、第73回カンヌ国際映画祭オフィシャルセレクション初監督作部門選出）